# Мажор
Мажо́р (від лат. major — більший, також dur від лат. durus — твердий) — лад, в основі якого лежить мажорний тризвук (тобто тризвук з великою терцією в основі). Відповідно, характерною особливістю мажорного ладу є третій ступінь, що зміщений від першого на інтервал великої терції.
Натуральний мажор будується таким чином: тон-тон-півтон-тон-тон-тон-півтон:
Крім того, існує також гармонічний мажор, що відрізняється від натурального пониженим шостим ступенем:
Та мелодичний мажор, у якому при русі вгору звучить натуральний мажор, при русі донизу — понижується 6 і 7 ступені:
Мажор (як тризвук, що збігається з 4-м, 5-м та 6-м тонами натурального звукоряду, та як лад, побудований на його основі), як правило, суб'єктивно відчувається як лад, що має світле забарвлення, протилежне мінору, що складає один з найважливіших естетичних контрастів в європейській музиці.
Мажорний лад (ідентичний іонійському) був поширений в народній музиці Європи з часів Стародавньої Греції. Глареан в 1547 році писав, що «іонійський лад є найбільш застосовуваним в усіх країнах Європи, і що за останні 400 років цей лад так полюбився церковним співакам, що, захоплені його привабливою насолодою, вони змінили лідійські лади на іонійські».
Проте для ряду народів Азії мажорний, а також і мінорний лади, не були властиві, що, до певною міри, є причиною складнощів у засвоєнні європейської музичної культури представниками цих народів, як і навпаки.